# Euphorbia maryrichardsiae
Euphorbia maryrichardsiae är en törelväxtart som beskrevs av Graham Williamson. Euphorbia maryrichardsiae ingår i släktet törlar, och familjen törelväxter. Inga underarter finns listade i Catalogue of Life.